# Николаев, Евгений Иванович
Евге́ний Ива́нович Никола́ев (22 апреля 1932, Москва — 10 августа 2022, там же) — советский  военный инженер-строитель Главного управления специального строительства Министерства обороны СССР, полковник. Герой Социалистического Труда (1966). Почётный гражданин Байконура (2012).

## Биография
Родился 22 апреля 1932 года в Москве в семье военнослужащего. До 1943 года проживал с родителями и учился в средней школе в Москве. С 1943 был воспитанником Суворовского военного училища НКВД/МВД СССР в Ташкенте, с 1947 года — в Петродворце. В 1950 году после окончания суворовского военного училища поступил в Военно-инженерную академию имени В. В. Куйбышева в Москве, которую окончил в 1956 году, получив квалификацию «инженер-строитель». В 1956 году по распределению был направлен для прохождения службы на научно-исследовательский испытательный полигон № 5 в Казахскую ССР. До 1966 года служил в 130-м управлении инженерных работ Главного управления специального строительства Министерства обороны СССР в должностях производителя работ, старшего производителя работ, начальника производственно-технического отдела, начальника строительно-монтажного управления, главного инженера управления начальника работ. В 1960 году вступил в КПСС.
29 июля 1966 года «закрытым» Указом Президиума Верховного Совета СССР «за выдающиеся заслуги в строительстве и монтаже специальных объектов в 1959—1965 годах» Евгений Иванович Николаев был удостоен звания Героя Социалистического Труда с вручением ордена Ленина и золотой медали «Серп и Молот».
С 1966 по 1970 год служил в Москве в должности главного инженера воинских частей Главного управления специального строительства Министерства обороны СССР. С 1970 по 1971 год — в центральном аппарате Главного управления специального строительства Министерства обороны СССР в должности заместителя начальника отдела Специализированного строительного управления. С 1971 по 1975 годы — член Научно-технического комитета, с 1975 по 1989 год — заместитель начальника технического отдела Технического управления капитального строительства аппарата заместителя министра обороны СССР по строительству и расквартированию войск Министерства обороны СССР.
В 1989 году в звании полковника вышел в запас, продолжил работать в системе Оргстроя Главного управления специального строительства Министерства обороны СССР — Российской Федерации. Ответственный секретарь Совета ветеранов строителей космодрома Байконур.
Жил в Москве. Умер 10 августа 2022 года. Похоронен в Москве на Николо-Архангельском кладбище.

## Награды
- золотая медаль «Серп и Молот»
- орден Ленина
- медали СССР и Российской Федерации
- Почётный строитель Байконура
- Почётный гражданин Байконура (2012[2])